# Manuel Rosón
Manuel Rosón Ayuso (Madrid, 1901-Madrid, 1985) fue un periodista español.

## Biografía
Hijo del también periodista Eduardo Rosón, fue redactor de El Liberal entre 1919 y 1939, siendo el último director del periódico antes de su desaparición al finalizar la Guerra Civil. Perteneció a la Asociación de la Prensa de Madrid y a la Agrupación Profesional de Periodistas.
Con 17 años entró a formar parte del personal de la Hemeroteca Municipal de Madrid, colaborando estrechamente desde la apertura del centro con Antonio Asenjo, ejerciendo posteriormente como secretario de la institución.   
Durante la Guerra Civil asumió la dirección del centro desarrollando, en circunstancias complicadas, un importante trabajo de defensa, conservación y acrecentamiento de su patrimonio bibliográfico. Por iniciativa suya, el 6 de marzo de 1937 la Junta Delegada de Defensa de Madrid declaró el envío obligatorio a la Hemeroteca de ejemplares de todos los periódicos y revistas que se imprimieran en Madrid y su provincia, disposición que fue ratificada y ampliada a todo el territorio republicano unos meses más tarde.
Como consecuencia de ello, una compilación ingente de publicaciones, muchas de ellas provenientes de los frentes, pasaron a formar parte de los fondos de la Hemeroteca. Dicho repertorio se fusionó con el que Antonio Asenjo recopiló en la Hemeroteca creada en Salamanca, dependiente de la Delegación del Estado para Prensa y Propaganda, donde se reunieron las publicaciones editadas por el denominado bando nacional, dando lugar a una excepcional colección de prensa de ese periodo histórico.
Terminada la guerra, Manuel Rosón fue juzgado y depurado y a consecuencia de ello suspendido de empleo y sueldo como funcionario municipal. Trabajó, bajo diversos seudónimos, como redactor del diario deportivo Gol de 1940 a 1945, colaboró con el diario Marca y en la revista Radio Nacional. Entre 1953 y 1968 fue jefe de sección en La Hoja del Lunes. Colaboró también con el diario Pueblo y los diarios Alerta (La Habana) y Tiempo (Bogotá).
En 1980 el alcalde de Madrid, Enrique Tierno Galván, le entregó la Medalla de la Villa de Madrid.